# Johann Erasmus Sievers
Johann Erasmus Sievers (o Johann August Carl Sievers (o Karl) (* 1762 , Peine - 1795) fue un botánico alemán, especialista de la flora asiática.
En 1789, explora parte de Siberia estudiando la planta medicinal ruibarbo (Rheum palmatum).
Sievers relató sus expediciones a los Montes Urales, la Kirghisie y las estepas de Mongolia, a través de misivas enviadas de 1790 a 1795. Peter Simon Pallas las publicaría en "Neuesten Nordischen Beyträgen" bajo el título de Correspondances de Sievers.
Durante sus viajes de investigación, Sievers escribió notas sobre muchos ejemplares que Peter Simon Pallas (1741-1811) publicó en 1795 con el título "Plantae novae ex herbario et schedis defuncti botanici Johannis Sievers descriptae" en Nova acta de la Academia de San Petersburgo.

## Otras publicaciones
- Briefe aus Sibirien an seine Lehrer, den königl. Grossbritannischen Hofapotheker Herrn Brande, den königl (Cartas de Siberia a su maestro, el Real Boticario Británico Sr. Brande). Grosbritannischen Botaniker Herrn Erhardt, und den Bergscommissarius und Rathsapotheker Herrn Westrum, St. Petersburg, 1796.
- Portrait des Kapitäns Daikokuya Kodayu, Stammbuch des Johann August Karl Sievers, 1782–1795.

## Descubridor del antepasado común de lamanzana
En 1793, fue el primero en descubrir ciertos montes de manzanos silvestres en el sudeste de Kazajistán. Esa zona, hoy más pequeña, sigue siendo un refugio para la especie Malus sieversii en peligro de extinción. La repentina muerte de Sievers a los 33 años le impidió describir esa especie y será Carl Friedrich von Ledebour (1785-1851) quien termina sus trabajos 30 años más tarde.

## Homenajes

### Epónimos
Unas sesenta especies vegetales deben su nombre a Sievers, incluyendo Malus sieversii (nombrado por Carl F. von Ledebour)
- (Apiaceae) Cachrydium  C.A.Mey. ex Koso-Pol. [2]
- (Apiaceae) Johrenia sieversii Koso-Pol.[3]